# Palacio Ortúzar
El Palacio Ortúzar es un palacio localizado en la comuna de Ñuñoa, Santiago de Chile. Se encuentra ubicado en avenida Irarrázaval número 4250.
Actualmente es la sede de la Dirección de Educación, Doctrina e Historia de Carabineros de Chile.

## Historia
La construcción de este edificio se inició en el año 1929, año en que el país era gobernado por don Carlos Ibañez del Campo, y fue encomendada a los arquitectos Rigoberto Correa y Esteban Barbieri. Su edificación fue solicitada por el abogado y Presidente del Consejo de Defensa del Estado de la época don Eugenio Ortúzar Rojas, con la finalidad de servir de residencia para la familia Ortúzar-Veyl. Su construcción tomó alrededor de diez años.

## Estilo
Este palacio se caracteriza por su arquitectura estilo Tudor, conjugando elementos como arcos, torreones, heráldicas y pilares. "Entre los elementos que destacan este estilo están las arcadas en punta de todas las aberturas y los grandes accesos con amplios hall de entrada. Para ello, se usaba un arco ojival abierto. La chimenea es uno de los aspectos más característicos de este período, las molduras y ornamentos de follaje más naturalistas eran más frecuentes. Otro de los elementos más reconocibles de la arquitectura de la época de Los Tudor es el uso de paneles de cristal repartido en las ventanas. La razón de los pequeños cristales es simple -en la época de Los Tudor (1479-1607) el cristal no podía ser fabricado en mayor tamaño, y era un artículo de lujo".
El atrio de entrada es de inspiración medieval, constituido por varios pórticos. 
Existen en el palacio variados vitrales, todos los cuales fueron traídos directamente desde Francia.

## Distribución

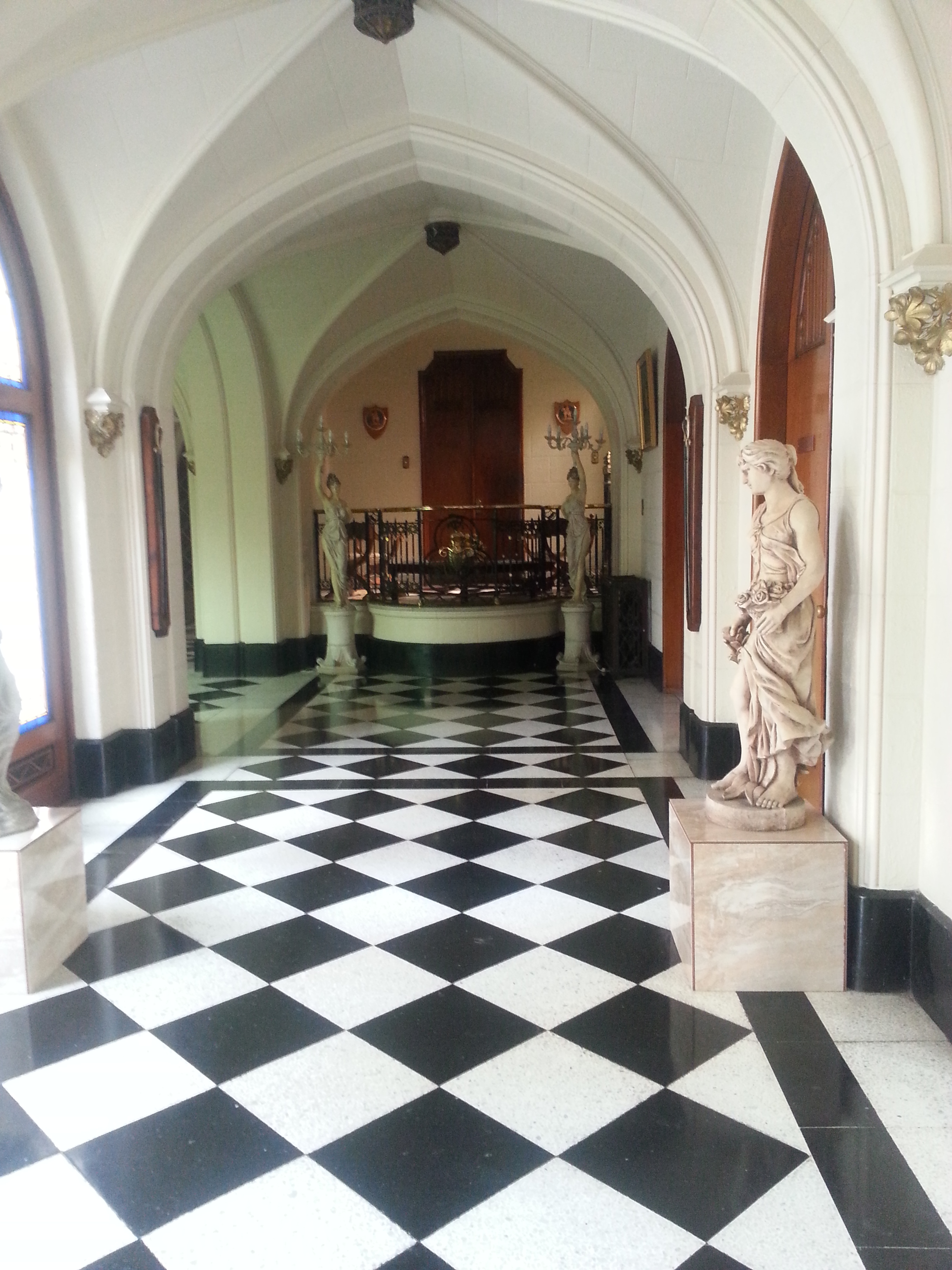
Corredor central del primer piso del palacio Ortúzar.

El ingreso en la actualidad es por el sector poniente, esto es, por la calle Montenegro, a través de un camino empedrado que desemboca en una pequeña escalinata y un imponente atrio de inspiración medieval. "El ingreso se hace a través de una puerta gótica de madera que desemboca en un largo pasillo con arcos ojivales iluminado al fondo por un vitral con la figura de un caballero medieval; hacia el sur se ubica una pequeña salita de espera completamente enmaderada, con parquet y una chimenea de piedra, la que además aun conserva el fino mobiliario original de la mansión. Frente a esta sala, las gradas de mármol permiten subir a una especie de diminuto hall resguardado por un balconaje de fierro y bronce, desde donde se tiene acceso a la caja de la escalera y el antiguo escritorio del señor Ortúzar." 
A la derecha del corredor central, del cual destaca su piso en mármol blanco y negro reconstituido, así como las diversas esculturas que son exhibidas, se ubica un salón, al cual se accede a través de una reja de separación. Destaca una imponente chimenea, el piso de parquet original y una gran lámpara forjada en fierro y con cristales de colores. Los muebles son los originales y se encuentran muy bien conservados. Al frente de este salón, al otro lado del pasillo, y al lado de la sala espera y antigua sala de música iluminada con ventanas con vitrales, se ubica el Patio de Invierno, con grandes ventanales con detalles de vitral en el contorno, que le proporcionan una muy buena iluminación, y tres mesas con sus respectivas sillas de fierro forjado. Se trata de una sala llena de detalles y colorido, destacando su piso de mármol, y sus paredes semicubiertas por azulejos sevillanos en tonalidades azules y blancas, además de una fuente adosada al muro actualmente ocupada por plantas ornamentales. En las paredes, existen luces con forma de vid que permanecen en funcionamiento. Hacia el lado oriente del edificio, al final del corredor y de la terraza que tiene vista hacia la avenida Irarrázaval, se ubican la cocina, el comedor y una escalera de servicio. El comedor, que fue usado como sala de clases durante el tiempo que el Instituto Superior de Carabineros de Chile ocupó el edificio, es actualmente utilizado como la oficina del Director de Educación, Doctrina e Historia de Carabineros de Chile.
Al segundo piso se accede a través de una escalera de mármol, la cual posee barandas de bronce y de fierro cuidadosamente forjadas. Existe un gran ventanal que en la actualidad tiene un vitral alusivo a la Carabineros de Chile, el cual fue incorporado en el año 2014. En el cielo de la escalera, junto a una lámpara de fierro destaca una hermosa pintura. Se trata de un "fresco pintado por el artista italiano Aristodemo Lattanzi Borghini (1884-1964), quien fue fundador de la Sociedad Nacional de Bellas Artes." En el segundo nivel, existe un amplio vestíbulo que distribuye las diversas salas, que fueron las habitaciones y baños de la familia, que contaban además con balcones y terrazas privadas. En la actualidad, en ese vestíbulo se conservan algunas piezas históricas de la institución de Carabineros de Chile, así como las banderas de los distintos planteles de la institución. En el segundo piso existe un oratorio, ubicado en la torre, que cuenta con vitrales relativos a la religión católica.
Existe además un subterráneo, destinado originalmente a cocina, servicios, caldera y comedor de diario.

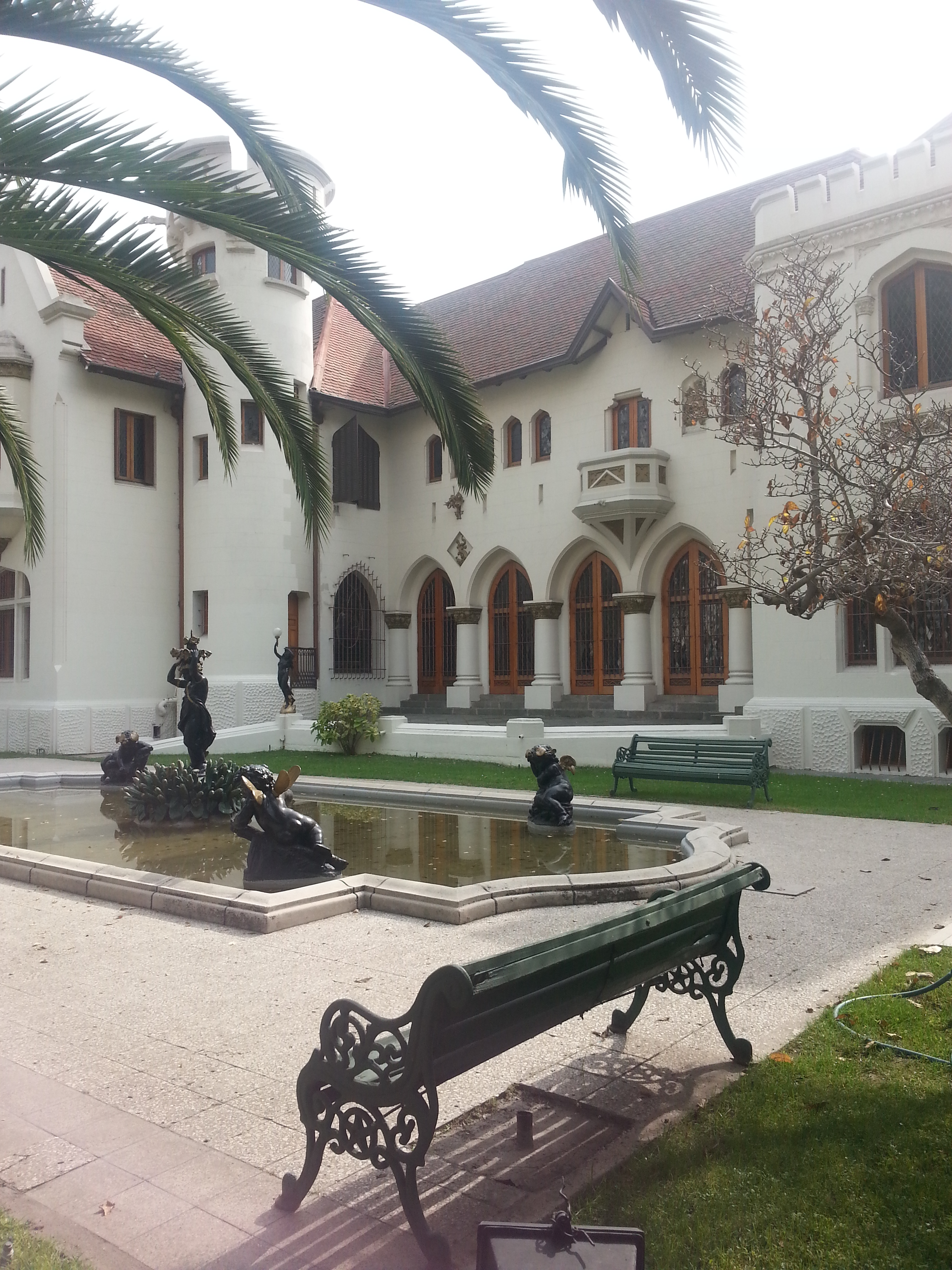
Vista del jardín exterior y pileta del palacio Ortúzar

El edificio se encuentra rodeado de amplios jardines, de longevos árboles, con un antejardín hacia la calle Irarrázaval que cobija una fuente, con esculturas de fierro fundido de una mujer y cuatro querubines que arrojan agua, del escultor francés Mathurìn Moreau. Estas esculturas pertenecían originalmente al palacio Pereira. Desde el exterior es visible el torreón que con sus almenas medievales caracteriza al edificio. Originalmente el parque que rodeaba el palacio era mucho más amplio y ocupaba la mitad de la manzana, llegando hasta la calle Máximo Bach, y tenía árboles frutales, invernadero de plantas exóticas, senderos y piletas. Parte del terreno ocupado por el parque fue posteriormente vendido para construir un conjunto habitacional.

## Actualidad
En abril de 1960, don Arturo Queirolo Fernández, General Director de Carabineros, realiza las gestiones necesarias para la compra de la propiedad a la sucesión Ortúzar, con el objetivo de instalar ahí el Instituto Superior de Carabineros de Chile. “Visitando el nuevo plantel del edificio, no podemos sino mirar la belleza de su ornamentación. Es un típico castillo inglés, con amplio antejardín, con una hermosa fuente… su interior está enteramente de acuerdo con la prestación del edificio. Los muebles que componen las dependencias son importados, y tienen gran valor artístico. Amplios vitrales traídos de Francia, zócalos de madera de caoba, rejillas de fierro que muestra figuras diferentes, importadas de Norteamérica; típicos mármoles de Carrara, cerrajería fina, lámparas, estatuillas, parquets, etc; todo pequeñas obras de arte que realzan el conjunto del edificio y dan la impresión de elegancia y, al mismo tiempo, de comodidad”.
El inmueble albergó al Instituto Superior hasta el año 1977, cuando pasó a ocupar el palacio el Museo Histórico de Carabineros. El año 1991 "se convierte en sede de la Plana Mayor de la Dirección de Educación. Luego, en el año 2002, se trasladó ahí la Corporación Cultural." Desde el año 2007, el edificio es ocupado por la Dirección de Educación, Doctrina e Historia de Carabineros de Chile.  

## Galería Palacio Ortúzar

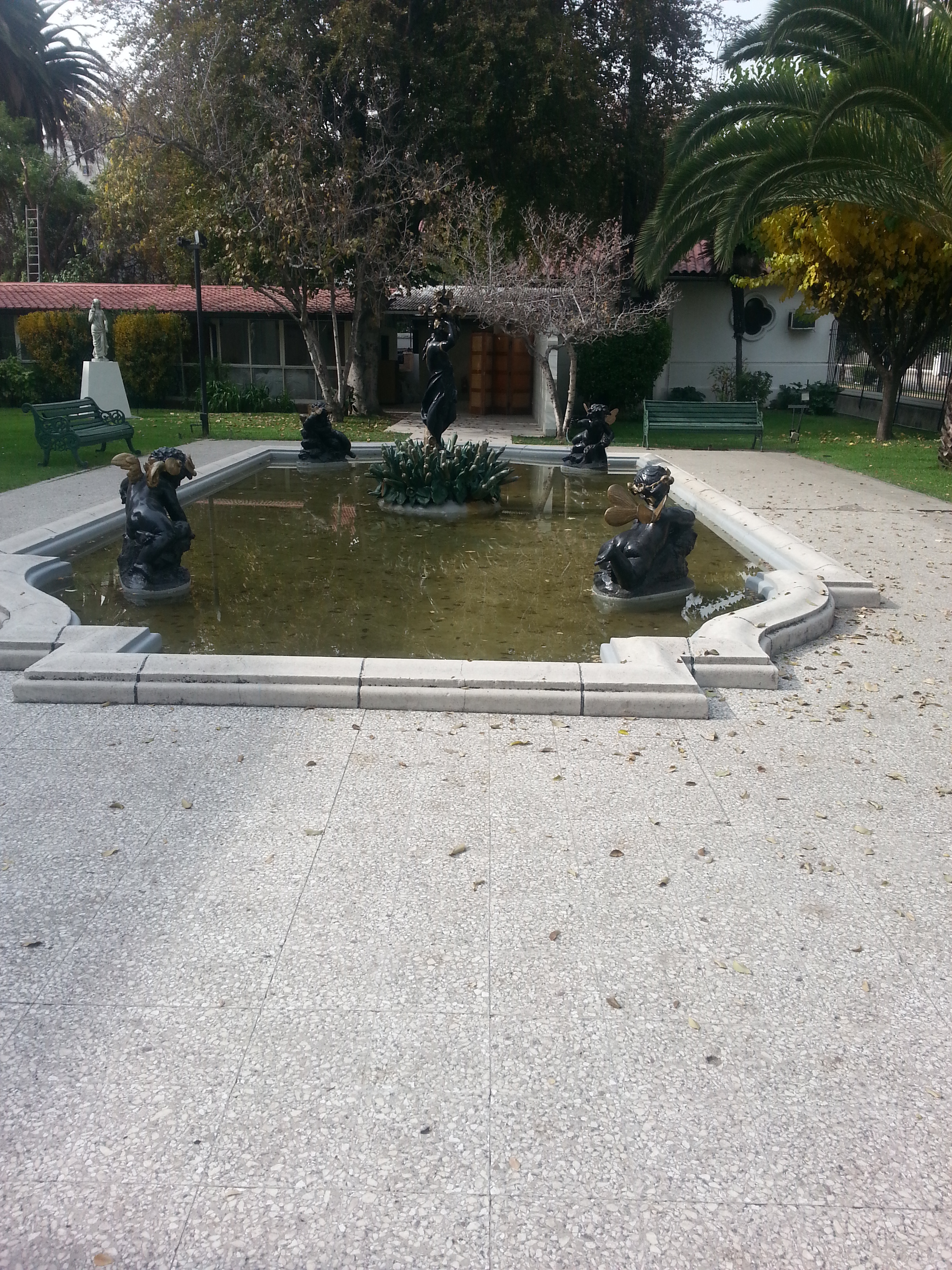
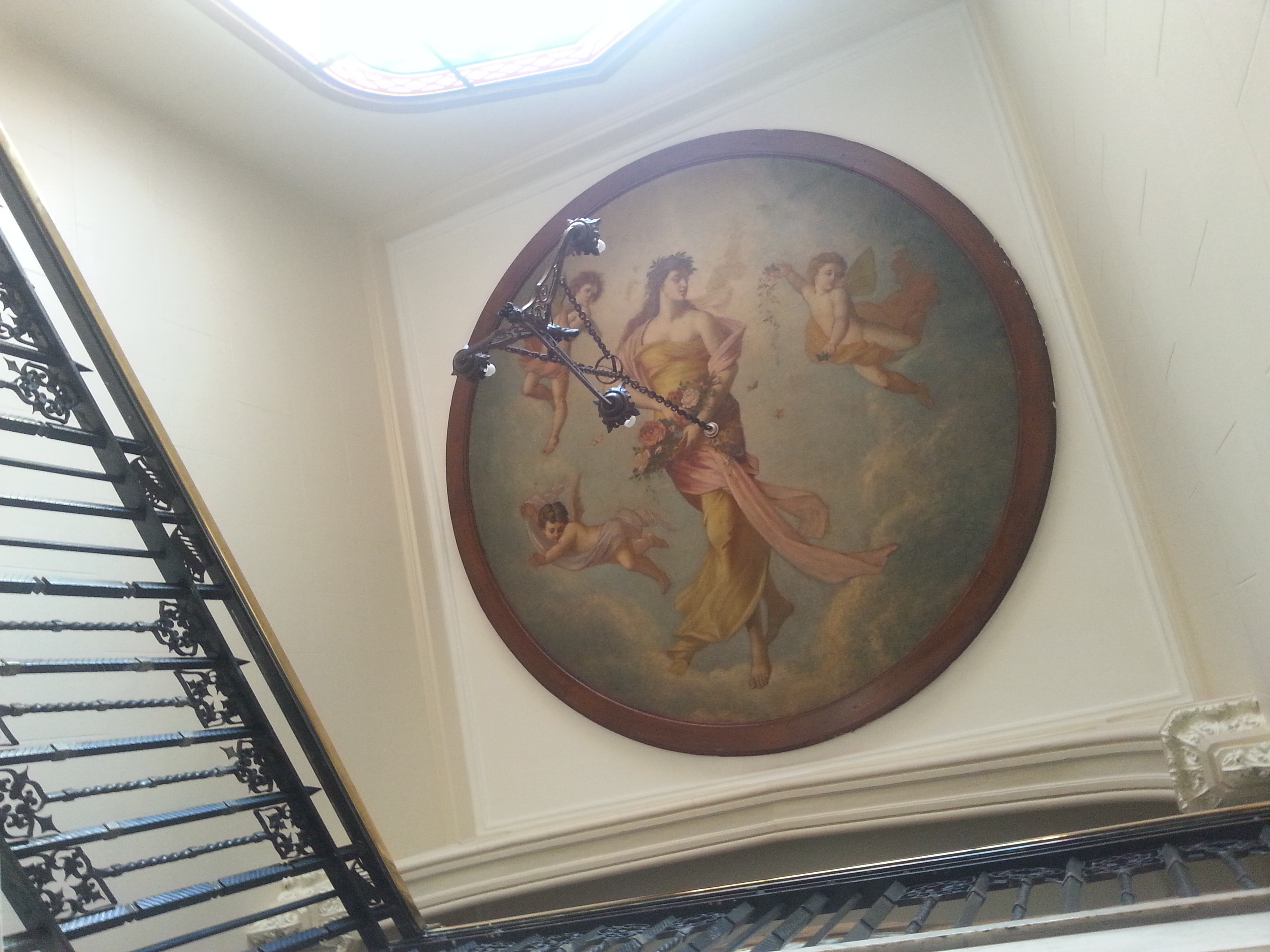
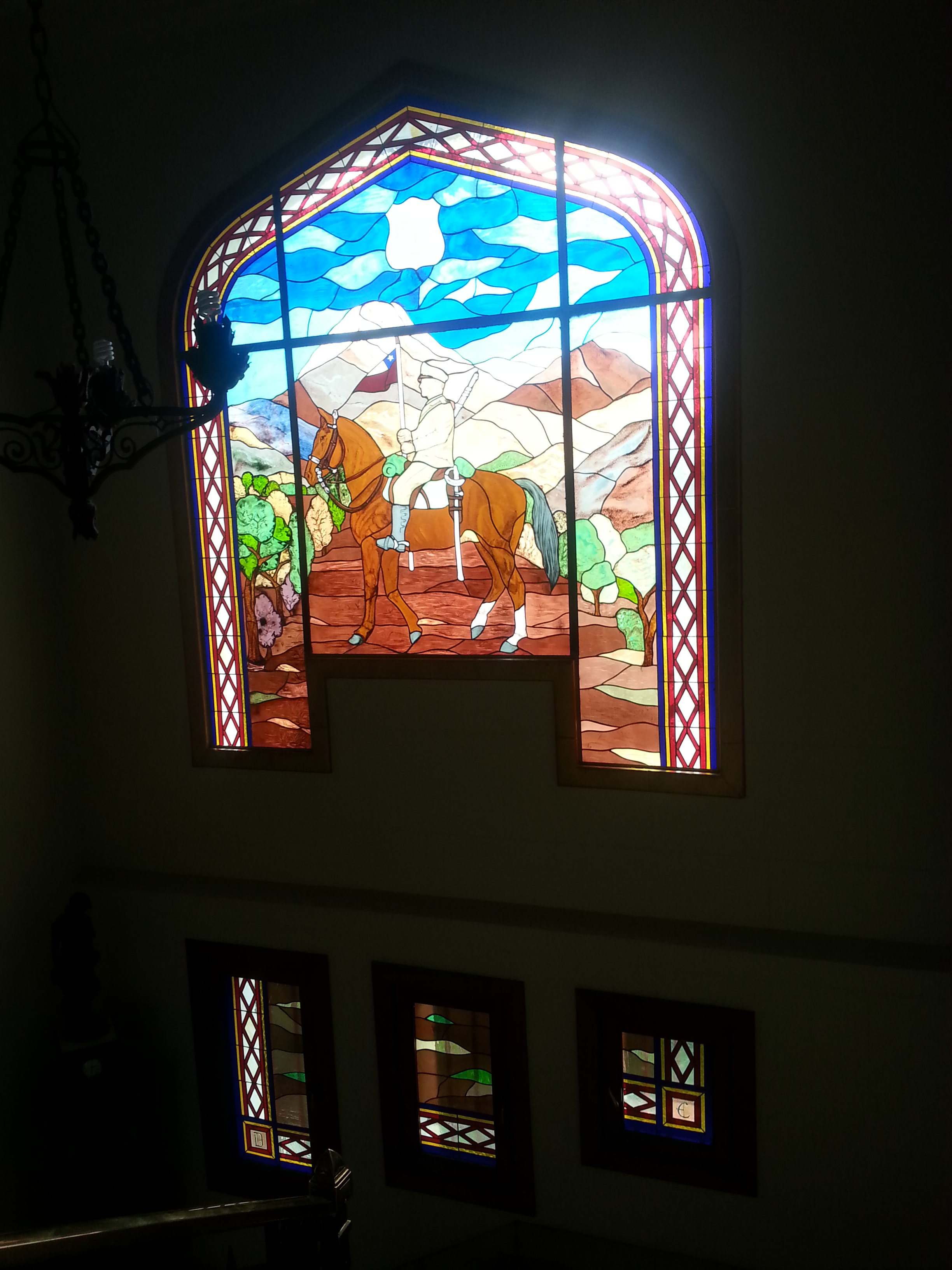
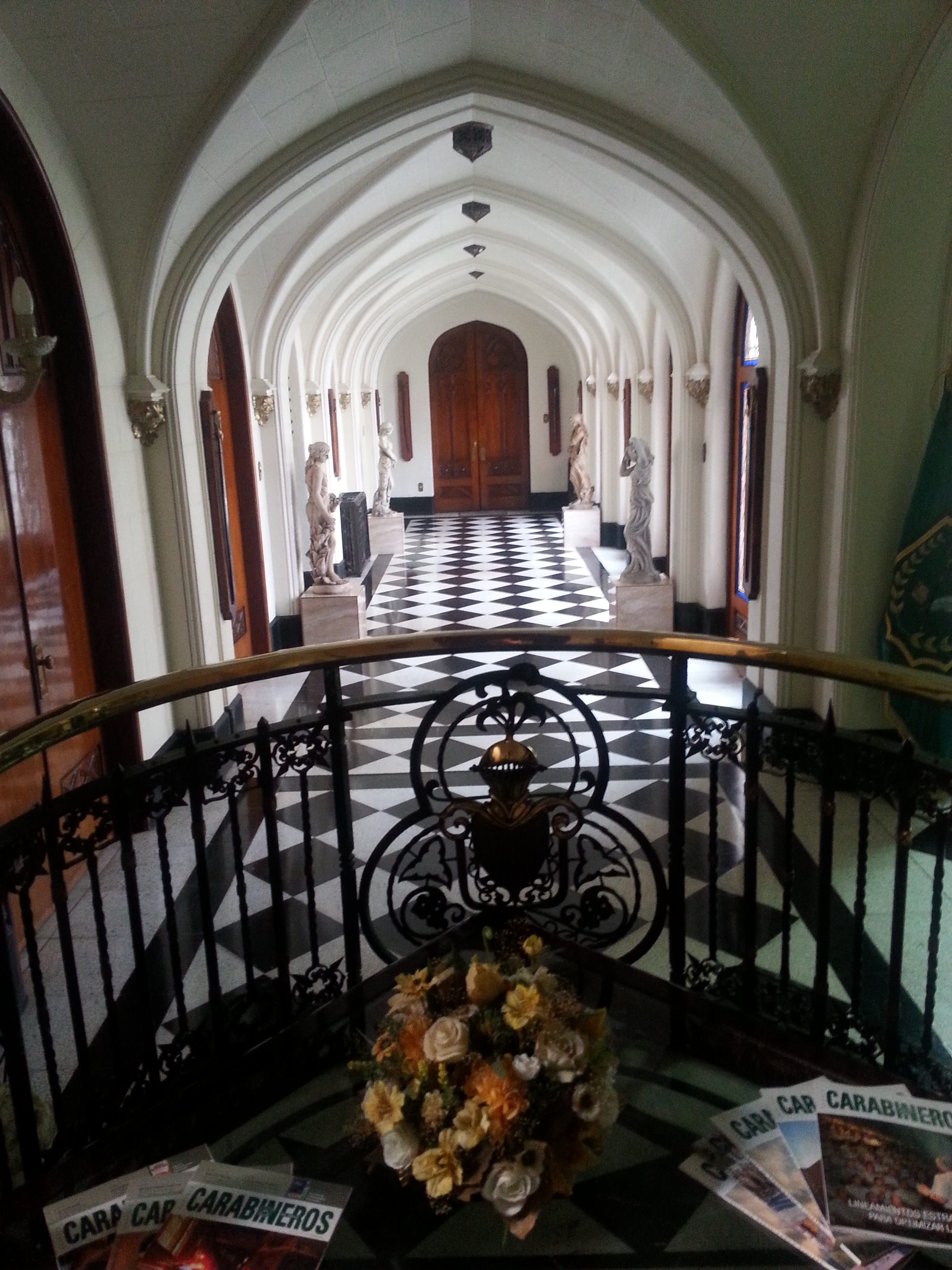
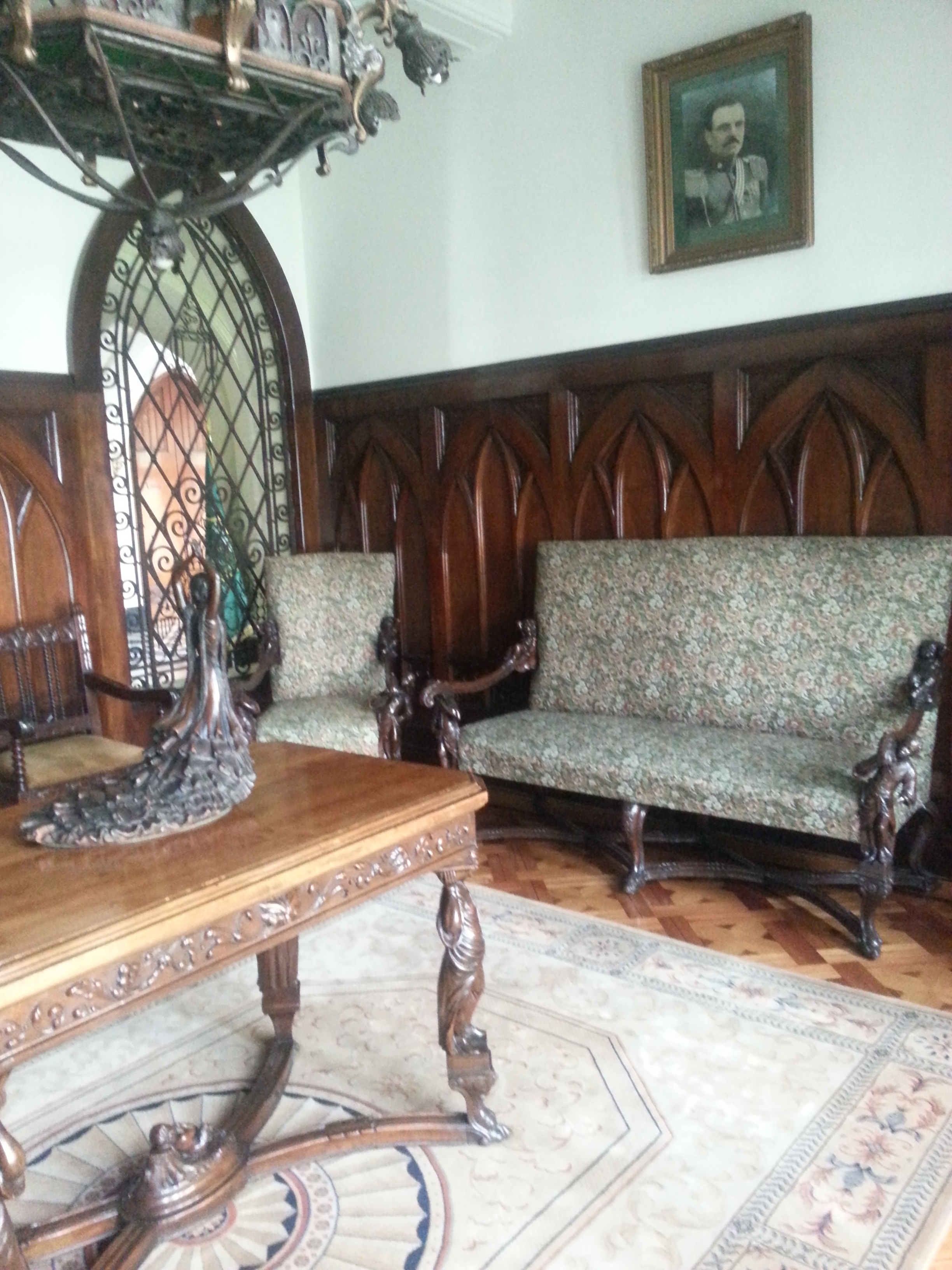